# 小行星9618
小行星9618（英語：9618 Johncleese）是一颗围绕太阳公转的小行星。1993年3月17日，烏普薩拉－ESO小行星及彗星巡天在拉西拉天文台发现了此天体。
这颗小行星的绝对星等为313.51116等。